# Coleophora betae
Coleophora betae é uma espécie de mariposa do gênero Coleophora pertencente à família Coleophoridae.